# Thiverny
Thiverny är en kommun i departementet Oise i regionen Hauts-de-France i norra Frankrike. Kommunen ligger i kantonen Montataire som tillhör arrondissementet Senlis. År 2022 hade Thiverny 1 061 invånare.

## Befolkningsutveckling
Antalet invånare i kommunen Thiverny
| Referens: INSEE |